# 올림픽 라크로스
올림픽 라크로스는 올림픽에서 라크로스로 경기를 겨루는 올림픽 경기 종목이다. 라크로스는 1904년과 1908년 두 차례 하계 올림픽에 도입됐다. 두 번 모두 캐나다 팀이 대회에서 우승했다. 첫해에는 캐나다의 두 팀과 미국의 한 팀이 미주리주 세인트루이스에서 열린 경기에 참가했다. 1908년 런던에서는 캐나다와 영국의 두 팀만이 경쟁했다.
라크로스는 1928년, 1932년, 1948년 하계 올림픽에서도 시범 종목으로 개최되었다. 1928년과 1932년에 미국은 존스 홉킨스 블루제이스(Johns Hopkins Blue Jays) 남자 라크로스 팀으로 대표되었고, 1948년에는 R.P.I.(Rensselaer Polytechnic Institute)가 대표했다. 캐나다는 1928년과 1932년에 올스타 팀을 파견했다. 영국은 1928년과 1948년에 올스타 팀을 파견했다.
국제 올림픽 위원회(IOC)는 2018년 월드 라크로스에 잠정적 자격을 부여했으며 나중에 2028년 로스앤젤레스 올림픽에 포함되도록 승인했다. 라크로스 식스(Lacrosse sixes) 형식으로 진행된다.

## 메달 집계
| 순위 | 국가   | 금메달 | 은메달 | 동메달 | 합계 |
| ---- | ------ | ------ | ------ | ------ | ---- |
| 1    | 캐나다 | 2      | 0      | 1      | 3    |
| 2    | 미국   | 0      | 1      | 0      | 1    |
| 2    | 영국   | 0      | 1      | 0      | 1    |
| 합계 | 합계   | 2      | 2      | 1      | 5    |

## 세부 종목
| 종목 | 04 | 08 | 28 | 32 | 48 | 계 |
| ---- | -- | -- | -- | -- | -- | -- |
| 남자 | •  | •  | •  | •  | •  | 2  |
| 계   | 1  | 1  |    |    |    |    |

## 같이 보기
- 세계 라크로스 연맹

## 참고 자료
- “라크로스”. SR/Olympic Games. 2008년 12월 26일에 원본 문서에서 보존된 문서. 2011년 12월 20일에 확인함.